# Giselbert (Abt von St. Blasien)
Giselbert (auch Gisibertus; † 10. Oktober 1086 in St. Blasien) war von 1068 bis 1086 Abt im Kloster St. Blasien im Südschwarzwald. Er ist ein Seliger.

## Leben
In seine Regierungszeit fällt die sogenannte Schluchsee-Schenckung um 1071. Das Kloster schließt sich der Kluniazensischen Reform an. Die erste steinerne Kirche St. Stephan wird erbaut.